# Hideo Nishimura
Hideo Nishimura es un astrónomo aficionado japonés, nacido en 1949 en la ciudad de Hamamatsu, de la prefectura de Shizuoka en Japón. Es conocido como el cazador de cometas y ha participado en el descubrimiento de numerosos cuerpos como cometas y estrellas variables.

## Historia

### Vida y educación
Nishimura nació en la ciudad de Hamamatsu, al oeste de la prefectura japonesa de Shizuoka. Desde pequeño le interesó la astronomía y comenzó a fabricar su equipo (excepto el sistema óptico) y ha estado en la búsqueda de nuevos cuerpos celestes desde que tenía 16 años, para luego decidir abandonar los estudios.
Pese a que profesores e incluso el director de su establecimiento intentaron convencerlo de no hacerlo, no cambió su determinación y le declaró en la oficina del director de la secundario: "Quiero observar las estrellas, así que dejaré de ir a la escuela secundaria y trabajaré".

### Astrónomo aficionado
Sus esfuerzos rindieron frutos el 5 de julio de 1994, cuando descubrió un nuevo cometa con sus binoculares y éste se nombró C/1994 N1 (Nakamura-Nishimura-Machholtz), debido a que Masamitsu Nakamura y Donald Machholz también fueron parte del descubrimiento, sin trabajar con Nishimura. El lugar donde ocurrió el hallazgo está marcado por un monumento de piedra y la zona es denominada como "Hill of Comet Discovery".
Desde el año 2000, ha descubierto numerosas novas y novas enanas (estrellas variables) utilizando su cámara digital y su teleobjetivo de 200 mm.
El 22 de julio de 2021, descubrió un segundo cometa, C/2021 O1 (Nishimura) y el 12 de agosto de 2023 descubrió a su tercer cometa, C/2023 P1 (Nishimura).

### Reconocimiento
Un asteroide del cinturón principal de asteroides lleva su nombre: (4948) Hideonishimura.

## Premios
| Fecha                    | Premio                                                                   |
| ------------------------ | ------------------------------------------------------------------------ |
| 24 de marzo de 1995      | Premio de la Sociedad Astronómica de Japón a Objetos Distinguidos        |
| 23 de marzo de 2004      | Premio al descubrimiento astronómico de la Sociedad Astronómica de Japón |
| 29 de marzo de 2005      | Premio al descubrimiento astronómico de la Sociedad Astronómica de Japón |
| 27 de marzo de 2006      | Premio al descubrimiento astronómico de la Sociedad Astronómica de Japón |
| 27 de marzo de 2006      | Premio de la Sociedad Astronómica de Japón a Objetos Distinguidos        |
| 29 de marzo de 2007      | Premio al descubrimiento astronómico de la Sociedad Astronómica de Japón |
| 26 de marzo de 2008      | Premio al descubrimiento astronómico de la Sociedad Astronómica de Japón |
| 26 de marzo de 2008      | Premio de la Sociedad Astronómica de Japón a Objetos Distinguidos        |
| 25 de marzo de 2009      | Premio de la Sociedad Astronómica de Japón a Objetos Distinguidos        |
| 26 de marzo de 2010      | Premio al descubrimiento astronómico de la Sociedad Astronómica de Japón |
| 20 de septiembre de 2011 | Premio al descubrimiento astronómico de la Sociedad Astronómica de Japón |
| 20 de septiembre de 2011 | Premio de la Sociedad Astronómica de Japón a Objetos Distinguidos        |
| 20 de marzo de 2012      | Premio al descubrimiento astronómico de la Sociedad Astronómica de Japón |
| 21 de marzo de 2013      | Premio al descubrimiento astronómico de la Sociedad Astronómica de Japón |
| 21 de marzo de 2013      | Premio de la Sociedad Astronómica de Japón a Objetos Distinguidos        |
| 15 de marzo de 2016      | Premio de la Sociedad Astronómica de Japón a Objetos Distinguidos        |
| 17 de marzo de 2017      | Premio al descubrimiento astronómico de la Sociedad Astronómica de Japón |
| 15 de marzo de 2018      | Premio al descubrimiento astronómico de la Sociedad Astronómica de Japón |
| 16 de marzo de 2019      | Premio al descubrimiento astronómico de la Sociedad Astronómica de Japón |
| 16 de marzo de 2019      | Premio de la Sociedad Astronómica de Japón a Objetos Distinguidos        |
| 17 de marzo de 2020      | Premio de la Sociedad Astronómica de Japón a Objetos Distinguidos        |
| 18 de marzo de 2021      | Premio al descubrimiento astronómico de la Sociedad Astronómica de Japón |
| 18 de marzo de 2021      | Premio de la Sociedad Astronómica de Japón a Objetos Distinguidos        |

## Publicaciones
- Hideo Nishimura, "Enchanted by New Objects[7]", Tenmon Geppo, Vol. 103, n.º 10, 20 de septiembre de 2010, Sociedad Astronómica de Japón, págs. 625-631 - ISSN 0374-2466
- Hideo Nishimura, "Meeting 'Sagittarius Nova V5587'[8]" Tenkai, Vol. 92, n.º 1030, Sociedad de Astronomía de Asia, marzo de 2011, págs. 86-89 - ISSN 0287-6906
- Hideo Nishimura, "Meeting with the second dwarf nova 'Draco dwarf nova'" Tenkai, Vol. 92, n.º 1039, East Asian Astronomical Society, diciembre de 2011, págs. 442-444 - ISSN 0287-6906
- Hideo Nishimura, "Encuentros con nuevos objetos compatibles", Tenmon Geppo, Vol. 109, n.º 11, Sociedad Astronómica de Japón, noviembre de 2016, págs. 794-798 - ISSN 0374-2466

## Descubrimientos y co-descubrimientos

### Descubrimientos independientes
| Fecha                   | Nombre                | Constelación   | Tipo de objeto | Tipo de variable     | Referencias |
| ----------------------- | --------------------- | -------------- | -------------- | -------------------- | ----------- |
| 28 de agosto de 2003    | V474 Sct              | -              | nova           | -                    | [ 9 ]       |
| 10 de febrero de 2005   | V2361 Cyg             | -              | nova           | -                    | [ 10 ]      |
| 2 de abril de 2006      | V2362 Cyg             | -              | nova           | -                    | [ 11 ]      |
| 19 de marzo de 2007     | V2615 Oph             | -              | nova           | -                    | [ 12 ]      |
| 8 de noviembre de 2009  | V496 Sct              | -              | nova           | -                    | [ 13 ]      |
| 15 de enero de 2010     | V2673 Oph             | -              | nova           | -                    | [ 14 ]      |
| 18 de febrero de 2010   | V2674 Oph             | -              | nova           | -                    | [ 15 ]      |
| 25 de enero de 2011     | V5587 Sgr             | -              | nova           | -                    | [ 16 ]      |
| 10 de junio de 2016     | V1655 Sco             | -              | nova           | -                    | [ 17 ]      |
| 1 de febrero de 2017    | V1657 Sco             | -              | nova           | -                    | [ 18 ]      |
| 17 de enero de 2018     | V1661 Sco             | -              | nova           | -                    | [ 19 ]      |
| 6 de febrero de 2018    | V1662 Sco             | -              | nova           | -                    | [ 20 ]      |
| 22 de febrero de 2020   | V670 Ser              | -              | nova           | -                    | [ 21 ]      |
| 21 de julio de 2021     | C/2021 O1 (Nishimura) | -              | cometa         | -                    | [ 22 ]      |
| 12 de agosto de 2023    | C/2023 P1 (Nishimura) | -              | cometa         | -                    | [ 4 ]       |
| 29 de diciembre de 2010 | -                     | Piscis         | nova enana     | U Geminorum          | [ 23 ]      |
| 5 de septiembre de 2011 | -                     | Draco          | nova enana     | SU Ursae Majoris     | [ 24 ]      |
| 5 de marzo de 2014      | -                     | Orión          | nova enana     | SU Ursae Majoris     | [ 25 ]      |
| 22 de mayo de 2014      | -                     | Ofiuco         | nova enana     | SU Ursae Majoris     | [ 26 ]      |
| 20 de diciembre de 2014 | -                     | Serpens        | nova enana     | AM Canum Venaticorum | [ 27 ]      |
| 23 de enero de 2015     | -                     | Hércules       | nova enana     | U Geminorum          | [ 28 ]      |
| 27 de febrero de 2015   | -                     | Sagitario      | nova enana     | SU Ursae Majoris     | [ 29 ]      |
| 20 de enero de 2017     | -                     | Aquila         | nova enana     | U Geminorum          | [ 30 ]      |
| 13 de abril de 2017     | -                     | Vulpecula      | nova enana     | U Geminorum          | [ 31 ]      |
| 11 de noviembre de 2017 | -                     | Sagitario      | nova enana     | WZ Sagittae          | [ 32 ]      |
| 18 de enero de 2019     | V0386 Ser             | Serpens        | nova enana     | WZ Sagittae          | [ 33 ]      |
| 8 de abril de 2019      | -                     | Serpens        | nova enana     | WZ Sagittae          | [ 34 ]      |
| 12 de julio de 2019     | -                     | Cygnus         | nova enana     | WZ Sagittae          | [ 35 ]      |
| 26 de febrero de 2020   | -                     | Libra          | nova enana     | U Geminorum          | [ 36 ]      |
| 16 de junio de 2020     | -                     | Andrómeda      | nova enana     | WZ Sagittae          | [ 37 ]      |
| 19 de marzo de 2022     | -                     | Camelopardalis | nova enana     | WZ Sagittae          | [ 38 ]      |
| 10 de enero de 2023     | -                     | Casiopea       | nova enana     | WZ Sagittae          | [ 39 ]      |

### Co-descubrimientos
| Fecha                    | Nombre                                  | Tipo de objeto | Codescubridores                                   | Referencias |
| ------------------------ | --------------------------------------- | -------------- | ------------------------------------------------- | ----------- |
| 5 de julio de 1994       | C/1994 N1 (Nakamura-Nishimura-Machholz) | cometa         | Masamitsu Nakamura, Donald Edward Machholz        | [ 1 ]       |
| 15 de marzo de 2004      | V5114 Sgr                               | nova           | William Liller, Yuji Nakamura                     | [ 41 ]      |
| 28 de marzo de 2005      | V5115 Sgr                               | nova           | Yukio Sakurai                                     | [ 42 ]      |
| 25 de julio de 2005      | V1188 Sco                               | nova           | Grzegorz Pojmanski                                | [ 43 ]      |
| 19 de febrero de 2007    | V1281 Sco                               | nova           | Yuji Nakamura                                     | [ 44 ]      |
| 25 de mayo de 2008       | V2670 Oph                               | nova           | Katsumi Haseda, Koichi Nishiyama, Fujio Kabashima | [ 45 ]      |
| 12 de febrero de 2015    | V5667 Sgr                               | nova           | Koichi Nishiyama, Fujio Kabashima                 | [ 46 ]      |
| 8 de abril de 2018       | V5857 Sgr                               | nova           | Tadashi Kojima                                    | [ 47 ]      |
| 15 de septiembre de 2019 | V1707 Sco                               | nova           | Kōichi Itagaki, Minoru Yamamoto, Tadashi Kojima   | [ 48 ]      |
| 18 de febrero de 2023    | V6596 Sgr                               | nova           | Yukio Sakurai, Andrew Pearce                      | [ 49 ]      |